# 今村恵猛

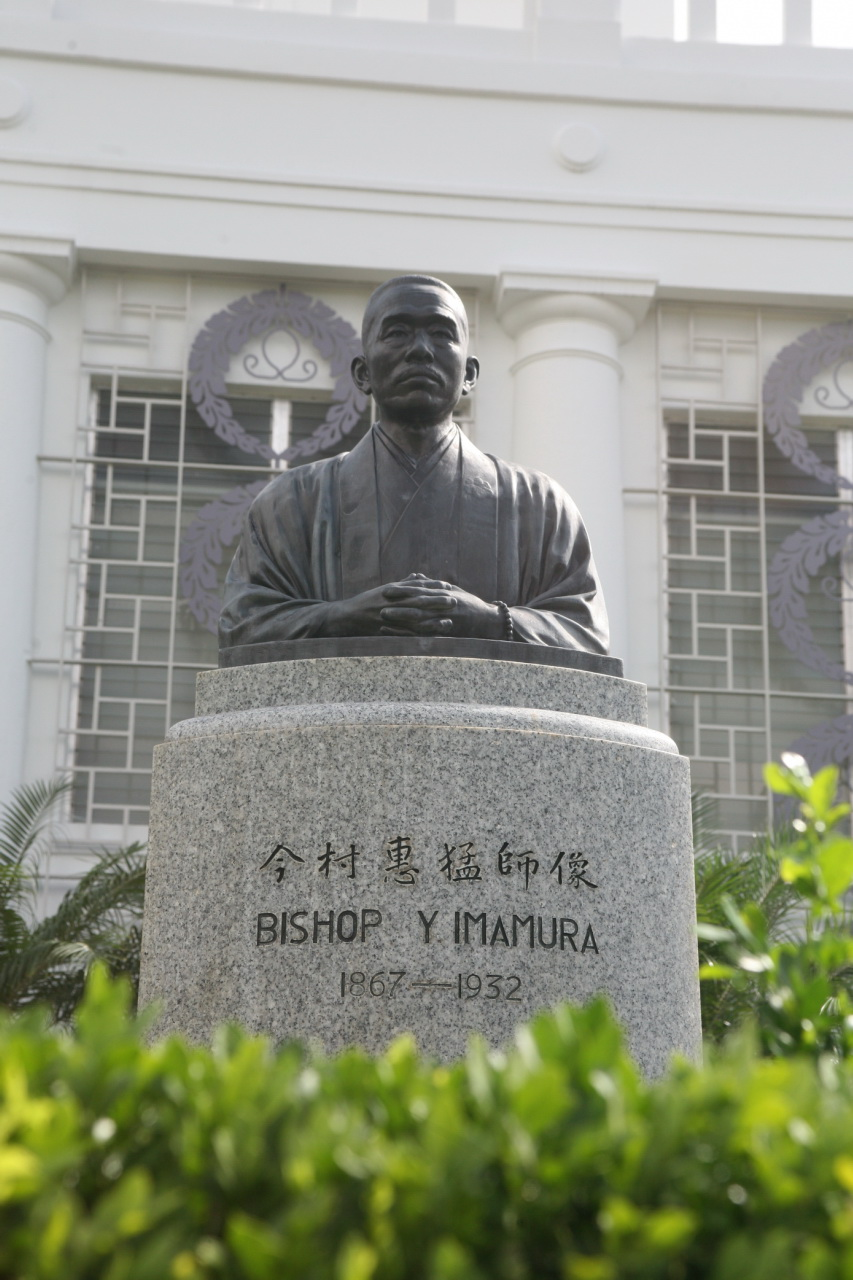
本派本願寺ハワイ別院にある今村恵猛の胸像

今村 恵猛（いまむら えみょう、英: Yemyo Imamura、慶応3年5月27日（1867年6月29日） - 昭和7年（1932年）12月22日）は、明治後半から昭和戦前期にかけてハワイで活動した浄土真宗本願寺派（本派、西本願寺）僧侶。本派本願寺ハワイ別院初代輪番（住職）。仏教青年会（YMBA）の設立者でもある。

## 生涯

### 生い立ち
1867年、越前国足羽郡東郷村（現在の福井県福井市東郷地区）の専徳寺に生まれる。1876年、10歳で得度。京都の西本願寺普通教校（龍谷大学の前身）で学んだ後、奨学金を得て東京の慶應義塾大学に学ぶ。1893年に卒業後は福井に戻り、中学校で英語教師を務める。

### ハワイでの活動
1899年、今村はハワイ在住の浄土真宗門徒に奉仕するため同地に移住した。本派本願寺ハワイ別院の初代住職里見法爾の帰国に伴い、ハワイ別院を引き継いだ。1904年に清子夫人と結婚。
今村はキリスト教青年会（YMCA）に相当する仏教団体として仏教青年会（Young Buddhist Association, 略称: YMBA）を設立した。彼らの活動には、英語を教えること、新移民が地元の文化に適応するのを助けること、雑誌 Dōhō（同朋）の発行などが含まれていた。1902年、今村は寺院の付属小学校としてフォート学園 (Fort Gakuen) を設立した。その後、1907年にはハワイ中学校 (Hawaii Chugakko) を設立した。どちらの学校も、通常の授業が終わった後に生徒が通う日本語学校であった。彼はまた、プランテーション労働者や写真花嫁（ピクチャーブライド）の立場を擁護した。
今村の活動の多くは、仏教とキリスト教の類似点を示すこと、そして仏教を通じて若い日系移民をアメリカナイズすることに費やされた 。今村は、仏教をホスト社会により適合させることにより、仏教を「超自然的な」宗教ではなく「普遍的な」宗教として示そうとした、と評される。同時代にハワイで活動したキリスト教牧師の奥村多喜衛とは異なり、今村が日本の若者をアメリカナイズする際に焦点を当てたのは、彼らに日本文化を残すよう奨励することではなく、むしろアメリカ国民としてその価値観を持ち続けることにあった。
1928年、今村はハワイにおける浄土真宗の影響力拡大の功績により瑞宝章を受章した。
今村は1932年に没した。

## 家族・親族
妻の清子は足利義山の孫娘であり、義山の長男である日野義淵の娘である。恵猛と清子の長男である今村寛猛も僧になり、のちにハワイ開教総長を務めた。二女である恵子は、アメリカ人と結婚して Keiko Glenn となり、ハワイ・ロア・カレッジ (Hawaii Loa College) の教授となった。
清子の叔母にあたる甲斐和里子は京都女子大学の創設者である。

## 関連文献
- Moriya, Tomoe; Bloom, Alfred; Tabrah, Ruth M.; Takeshita, Tsuneichi (2000). Yemyo Imamura : pioneer American Buddhist. Honolulu, Hawaii: Buddhist Study Center Press. ISBN 0938474219. OCLC 47107896
- 本多千絵「キリスト教社会における日本宗教の布教ストラテジーと適応 第二次世界大戦前のハワイ社会における浄土真宗本派本願寺教団の事例をめぐって」『年報社会学論集』第7号、関東社会学会、1994年。doi:10.5690/kantoh.1994.73。
- 高橋典史「20 世紀初頭のハワイ日系仏教における〈二重のナショナリズム〉の出現」『ソシオロゴス』第32号、2008年。